# Hvězdová

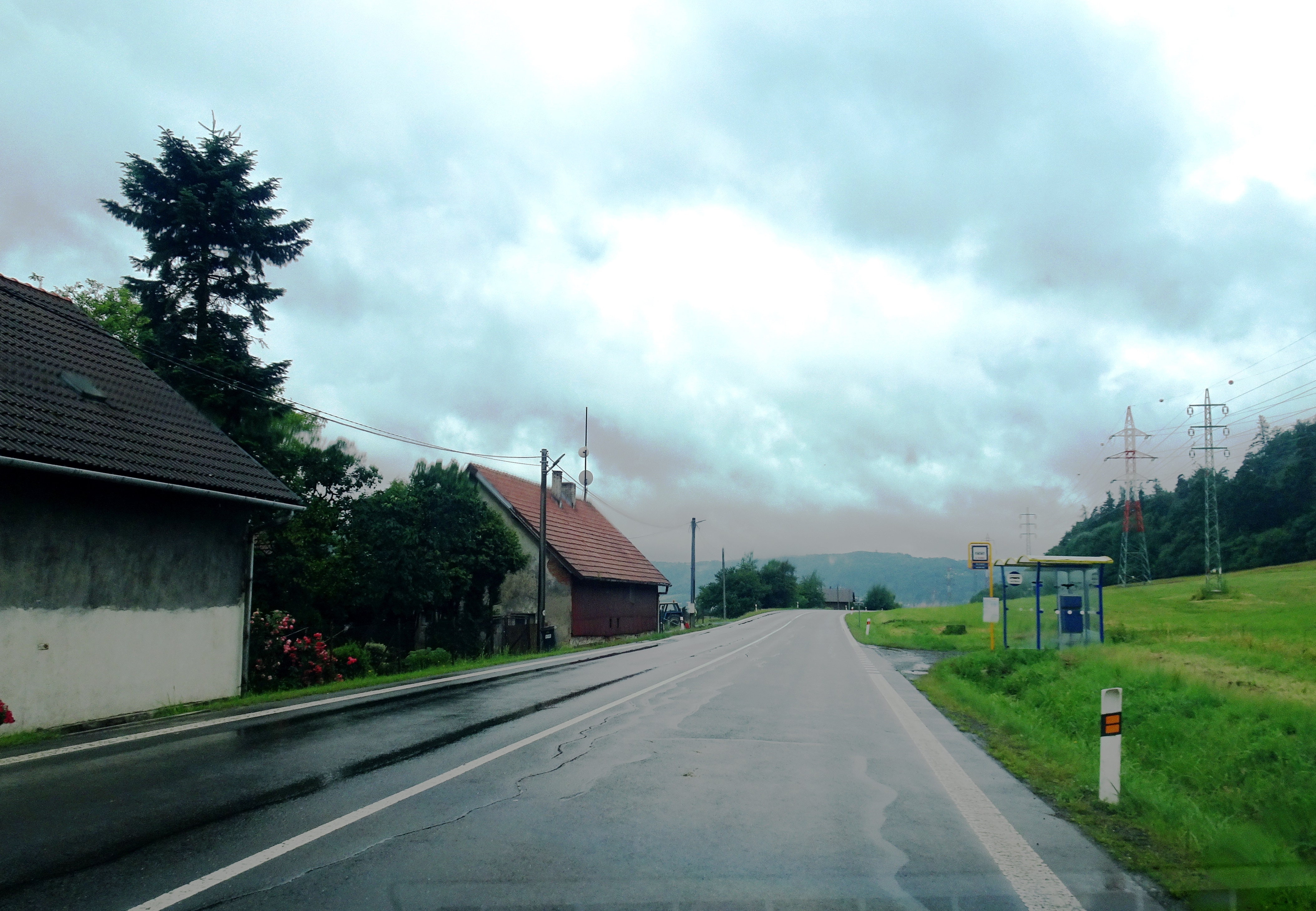
Ortsansicht

Hvězdová, bis 1949 Šternfeld (deutsch Sternfeld), ist ein Wohnplatz der Stadt Odry (Odrau) in Tschechien. Er liegt dreieinhalb Kilometer nordöstlich von Odry und gehört zum Okres Nový Jičín.

## Geographie
Die als Hofzeile angelegte Kolonie Hvězdová erstreckt sich rechtsseitig des Baches Zlatý potok (Ziebbach) am Fuße der Vítkovská vrchovina (Wigstadtler Bergland). Nordöstlich erhebt sich die Hvězdová (434 m n.m.), im Süden der Pohoř (Pohorschberg, 480 m n.m.) sowie südwestlich der Vladař (Taschenberg bzw. Wladarsch, 467 m n.m.). Durch Hvězdová verläuft die Staatsstraße II/647 von Odry nach Fulnek. Das Dorf liegt im Naturpark Oderské vrchy.
Nachbarorte sind Jerlochovice (Gerlsdorf) und Fulnek im Nordosten, Jestřabí (Jastersdorf) im Osten, Kletné (Kletten) im Südosten, Pohoř (Pohorsch) und Skřivánčí (Lerchenfeld) im Süden, Odry und Loučky (Lautsch) im Südwesten, Nová Ves (Neudörfel) und Vítovka (Werdenberg) im Westen sowie Tošovice (Taschendorf) im Nordwesten.

## Geschichte
In der Mitte des 18. Jahrhunderts ließ der Besitzer der schlesischen Herrschaft Odrau Friedrich Carl Johann Amadeus Graf Lichnowsky – sehr zum Schaden der brau- und schankberechtigten Bürgerschaft der Stadt Odrau – auf herrschaftlichem Grund mehrere Kolonien mit Schankwirtschaften für herrschaftliches Bier errichten, von denen einige innerhalb des Weichbildes der Stadt lagen. Auf der schlesischen Seite der Zieb – der Ziebbach (Zlatý potok) bildete die Grenze zu Mähren – ließ Lichnowsky 1760 an der von Odrau nach Fulnek führenden Fulneker Handelsstraße das Wirtshaus „Zum Weißen Stern“ anlegen. Die von der Schankbürgerschaft dagegen beim Landrecht eingelegte Klage wegen der Schänken in der Kleinseite, Neudörfel und Werdenberg wurde 1769 in höchster Instanz abgewiesen. Im Jahre 1770 verkaufte Lichnowsky das Wirtshaus „Zum Weißen Stern“ und ließ unterhalb davon die Kolonie Sternfeld anlegen.  Auf Anordnung Kaiser Josephs II. wurde 1781 auch in Sternfeld die Nummerierung aller Häuser vorgenommen; das Wirtshaus – nunmehr Pochhütte genannt – erhielt die Haus-Nr. 1. Ab 1785 wurden auch die Kinder aus Sternfeld in der neu eröffneten Taschendorfer Schule unterrichtet.
Im Jahre 1834 bestand die Kolonie Sternfeld aus sieben ärmlichen Häusern, in denen 56 deutschsprachige Katholiken lebten. Haupterwerbsquellen waren der Acker- und Obstbau. Das bewirtschaftete Ackerland war von Taschendorfer Bauern gepachtet. Pfarrort war Oderau, der Schulunterricht erfolgte in Taschendorf. Aus dem Jahre 1847 ist der tschechische Ortsname Wězdnopole überliefert, der jedoch nur kurzen Bestand hatte. Bis zur Mitte des 19. Jahrhunderts blieb Sternfeld der Minderherrschaft Oderau untertänig.
Nach der Aufhebung der Patrimonialherrschaften bildete Sternfeld ab 1849 einen Ortsteil der Stadt Odrau im Gerichtsbezirk Odrau. Ab 1869 gehörte Sternfeld zum Bezirk Troppau. Zu dieser Zeit hatte die Kolonie 39 Einwohner und bestand aus neun Häusern. Seit 1871 wurde Šternfeld als tschechischer Ortsname verwendet. Im Jahre 1900 lebten in Sternfeld 44 Personen; 1910 waren es 43. Nach dem Ende des Ersten Weltkrieges 1918 wurde Sternfeld Teil der neugegründeten Tschechoslowakei. Der Besitzer der Pochhütte Alois Walzel ließ nach dem Krieg das Wirtshaus um einen Tanzsaal und eine Gartenanlage mit Teich erweitern. Das Gartenrestaurant und Tanzdiele Pochhütte erfreute sich in den 1920er und 1930er Jahren großer Beliebtheit bei den Bewohnern von Odrau und Fulnek, an den Wochenenden fanden Tanzveranstaltungen statt. Beim Zensus von 1921 lebten in den sieben Häusern der Häusergruppe 38 Menschen.  Im Jahre 1930 bestand Sternfeld aus sieben Häusern und hatte 31 Einwohner. Nach dem Münchner Abkommen wurde die Kolonie im Herbst 1938 dem Deutschen Reich zugeschlagen und gehörte bis 1945 zum Landkreis Neu Titschein. 1942 ließ die Familie Walzel die Innenausstattung der Pochhütte durch den Odrauer Architekten Emil Hradetz neu gestalten. Nach dem Ende des Zweiten Weltkrieges kam Šternfeld zur Tschechoslowakei zurück, die meisten der deutschsprachigen Bewohner, darunter auch die Besitzer der Pochhütte, wurden 1946 vertrieben und der Ort neu besiedelt. Das Gasthaus wurde nun unter dem neuen Namen „Na Bochetě“ bis 1956 als Kommunalbetrieb der Stadt Odry fortgeführt und dann an die Familie Kočenda verkauft; Tanzveranstaltungen fanden seit dieser Zeit nicht mehr statt.
1949 erfolgte die Umbenennung des Ortes in Hvězdová.
Im selben Jahre wurde Hvězdová dem neu gebildeten Okres Vítkov zugeordnet, der bei der Gebietsreform von 1960 wieder aufgehoben wurde. Im Jahre 1950 hatte der Ort 17 Einwohner und bestand aus sieben Häusern. Ab 1961 gehörte Hvězdová wieder zum Okres Nový Jičín, zu dieser Zeit hatte die Ansiedlung 22 Einwohner. Seit Beginn des Jahres 1980 wird Hvězdová nicht mehr als Ortsteil von Odry geführt.
Im Jahre 1988 verkaufte die Familie Kočenda das Gasthaus „Na Bochetě“ an die Eheleute Chovanec, die 1991 den Umbau des baufälligen Lokals beantragten. Diese stellten 1998 die laufenden Umbauarbeiten ein und begannen stattdessen mit einem ungenehmigten Abriss. Im Jahre 2004 war das einstige Ausflugs- und Tanzlokal „Na Bochetě“ völlig verfallen. Heute sind davon nur noch einige Treppen und Mauerreste im Gebüsch sichtbar.

## Ortsgliederung
Hvězdová gehört zum Ortsteil Odry und ist auch Teil des gleichnamigen Katastralbezirks.

## Sehenswürdigkeiten
- Steinernes Wegkreuz, hinter der Ruine der „Pochhütte“